# Варненски халколитен некропол
Варненският халколитен некропол е открит през 1972 г. в района на Варненското езеро и е датиран в средата и втората половина на V хил. пр. Хр. Смята се, че находките от т.нар. – „Варненското злато“ представляват най-старото технологично обработено злато в Европа и в света, причислявано към т. нар. Култура Варна (4400 – 4100 г. пр. Хр.). Археологическият обект е един от
най-забележителните и значими паметници за праисторията на Балканите и Европа.
Обектът е открит случайно при прокопаване на канал в Западната промишлена зона на гр. Варна. Некрополът е проучван от българския археолог Иван Иванов в продължение на 15 години. Сред многото гробове се отличават няколко с изобилие от златни предмети. Смята се, че некрополът свидетелства за появата на властови структури и най-ранното социално разделено общество на Балканите, възникнало близо хилядолетие преди появата на шумерската и египетската цивилизация.
Погребенията със златни находки са два вида – в единия присъстват човешки останки (скелет), а а другите са кенотафи – символични погребения. Скелетите са в изпънато положение (принадлежащи предимно на мъжки индивиди), или в поза „хокер“ свити на една страна скелети, при които коленете се опират в лактите. По количеството на намерените предмети и украшения, гробовете също могат да се разделят на три вида – от изключително богати, до такива съдържащи едва няколко дребни предмета положени около скелета. Откритите златни предмети са над 3000 на брой, а общото им тегло надвишава 6 kg. Другаде не е известна подобна концентрация на златни артефакти от V хилядолетие пр. Хр.

## Датиране
Радиовъглеродни проби от скелетите са анализирани в лабораториите в Оксфорд, Манхайм и Познан. При калибрирането и интерпретирането им в широки граници са предложени две различни версии:
Екип от университетите в Оксфорд и Дърам, Великобритания – 4600 – 4400 г. пр. Хр.
Екип от университетите в Тюбинген и Кил – 4690 – 4330 г. пр. Хр.
И двата екипа са единодушни в тясната датировка на некропола - от 4550 до 4350 г. пр. Хр.

## История на откритието
Варненският халколитен некропол е открит случайно през месец октомври 1972 г., когато по време на строителни работи при планирано прокарването на подземен електрически кабел. Райчо Маринов, който прокопава с багер траншея, в местността „Зарзалината“ – някога в землището село Владиславово (по-късно вече квартал на град Варна) забелязва в изкопаната пръст наличие на метални изделия и каменни сечива. Впоследствие прибраните артефакти са занесени от него в родното му село Ченге (дн. Аспарухово), където по това време се провеждат археологически разкопки на неолитно селеище. Там той ги предава на  Димитър Златарски и Анчо Анчевград - уредници на музея в град Дългопол, с протокол, описващ 27 златни предмета, 6 медни сечива и 3 кремъчни пластини. На 30 октомври артефактите са предадени на научния сътрудник Михаил Лазаров и уредника Александър Минчев, които прибират находките за съхранение във Варненския археологически музей.
На 2 ноември Райчо Маринов показва мястото, където са открити предметите на служителите на музея, които организират разчистване на вече прокопаната траншея. Установено е, че на това място съществува некропол,  датиращ от Халколита. При изкопните работи багерът е унищожил една гробна яма.
В рамките на един месец е организирано първоначалното археологическо проучване – пресята е изкопаната пръст, а впоследствие е внимателно промита. Находките са събрани, а стените и дъното на канала са почистени.
Открити са петна от още три гробни ями и започва тяхното проучване, заедно с разширяването на проучваната площ. В края на декември разкопките са прекратени, районът е ограден, за да бъдат създадени подходящи условия за дългосрочна полева работа.

## Археологическо проучване
Разкопките са ръководени първоначално от Михаил Лазаров, чийто заместник и фактически ръководител е Иван Иванов. След спечелването на конкурс за науен сътрудник през 1974 г., И. Иванов официално става ръководител на проучването на обекта. Разкопките продължават почти без прекъсване през 1972 – 1978 г., след това през 80-те години с няколко прекъсвания. Последният сезон на разкопки на обекта е през през 1991 г., след което изследването е преустановено поради липса на средства. През този период са проучени 301 гроба. Изработена е изключително прецизна писмена, графична и фото- документация за обекта. Общата проучена площ е 6 500 m².
Смята се, че около 30% от територията на обекта все още не е разкопана.

### 1972 – 1975
До края на археологическия сезон на 1975 година са разкопани 150 m² площ и са разкрити общо шестдесет гроба. Пет от тях са т.нар. кенотафи – символични гробове, с наличието на златни халки, кремъчно оръдие и керамични съдове, както и един меден предмет. Останалите петдесет и пет са разкрити с наличието на скелети в тях. Те са разделени на два вида – такива, в които скелетите са положени по гръб в изпънато положение и такива, в които скелетите са поставени в свито положение на една страна – в поза хокер.
Инвентарът на погребенията е разнообразен – като от научен интерес са две антропоморфни пластики поставени на гърдите на един от скелетите. Намерен е и съд, който след разчистването е разпознат като поставка за друг съд с необичайна форма и функция.

### 1976
В този сезон проучената площ е 900 m². Открити са нови двадесет и един гроба, които са разделени в три основни групи – кенотафи, хокери и със скелети в изпъното положение положени по гръб. Символичните гробове (кенотафи) са 5 на брой, като три от тях са със „беден инвентар“, а в два са открити натрошени човешки кости. В гробовете с изпънати скелети са установени едва три на брой с части от девет човешки скелети. Хокерите също не се различават от намерените по-рано. Само един от тях е по-различен – в него скелетът е разкрит положен надясно със силно свити долни крайници, положени почти до гърдите.
Сред находките, представляващи инвентар на гробовете са открити нови предмети – разновидност на златните антропоморфни пластини, медна игла с двойна спирала, два плоски костни идола (открити положени върху гърдите на скелетите в свито положение).

### 1977
През този археологически сезон са открити още петдесет погребения. Три от гробовете са символични, деветнадесет скелета са положени по гръб, единадесет са в поза хокер и седемнадесет гроба са силно разрушени. За пръв път са открити гробове на деца до шест години, с богат гробен инвентар включващ златни накити. От научен интерес е намерената огърлица със златна антропоморфна пластика, фланкирана от редуващи се червени кварцови, бели минерални мъниста и златни спирали. Намерен е и меден връх на копие с правоъгълно сечение на тялото.
Проучванията през 1977 година доказват, че некрополът е заемал голяма площ, като са оформени три своеобразни центрове на различни видове погребения – хокер, кенотафи и скелети в изпънато положение.

### 1980
През този археологически сезон проучването е проведено на площ от 350 m². Открити са нови двадесет и шест гроба, като броят на разкритите погребения е вече сто седемдесет и девет на брой. Открит е един кенотаф с наличието на ритуално разтрошаване на костите; три гроба със скелети в изпънато положение по гръб – с инвентар от мед, камък, спондилус и керамика; хокерите са общо девет на брой. Един от скелетите в хокерните гробове е открит в свито положение по очи. В един от гробовете са открити общо 417 предмета. От този археологически сезон Иван Иванов поема ролята на ръководител на проучването.

### 1981
Проучени са 25 гроба, като в 12 от тях скелетът е открит разрушен и е невъзможно да се определи ориентацията му. Осем от погребенията са символични, а пет тялото е положено изпънато по гръб. Гробният инвентар е от медни, кремъчни, костени и глинени предмети, които повтарят вече откритите в предишните сезони. Открити са и десет златни предмета и нова разновидност на антропоморфнна златна пластина, сходна с находка от същия период открита в Мойград, Румъния.

### 1982
Установено е че гробовете продължават в посока на бреговата ивица на езерото и че наситеността им е по-голяма от средната. Разкрити са общо 11 погребения. Съпътстващият погребенията инвентар не е по-различен от открития в по-ранните сезони такъв. Иван Иванов съобщава, че със сигурност в бъдещите проучвания трябва да се следва топографията на праисторическия терен.

### 1984
Проучена е площ от 550 m². Главната цел на проучването е да се установи източната и североизточната граница на некропола. Разкрити са 38 гроба. Установена е североизточната страна на некропола, която потвърждава подозрението, че обекта е със значителни размери. Установено е че в тази част на некропола погребенията са на дълбочина от 0,70 m. Потвърдено е че символичните гробове са в периферията на некропола. Иванов изказва предположението, че некрополът е свързан вероятно с наколните селища от Варненското езеро, които са синхронични на обекта и в които са намерени подобни артефакти от рог, керамика и кост.

### 1985
В този археологически сезон са проучени 450 m². и са открити нови 13 гроба. В посока изток некрополът стига до някогашната тераса на езерото и по този начин е установена източната граница на обекта. Откритите артефакти не се различават от вече намерените по-рано на обекта – преобладават керамични фрагменти, кремък, медни артефакти и четири златни фрагмента. Планирано е проучване в северна и северозападна посока.

### 1991
Разкопките са съсредоточени в най-източната част на некропола. Проучени са 300 m². Открити са нови 13 гроба. Това е последният археологически сезон в проучването и разкритите погребения достигат до 294 броя.
Погребенията обхващат трите вече познати вида – хокер, кенотаф и трупополагане по гръб. Общият брой на находките е 298. Открити са 4 златни артефакти, сред които един антропоморфен амулет, медни брадви и шило, кремъчни и каменни сечива, мъниста от малахит и фрагменти от 47 керамични съда. Не са установени различия в погребалния ритуал нито в трупополагането.

## Интерпретации
Учените възприемат, че погребалните обреди в това архаично късно-Халколитно общество, създало некропола, отразяват социалното, а не имущественото положение на починалите. Предполага се, че  социалната стратификация е възникнала в резултат от навлизането на нови аспекти в социално-икономическото развитие – появата на рудодобива и металургията и свързания с тях търговски обмен. Смята се, че на този етап от развитието на културата Варна е започнало отделянето на занаятите и търговията от земеделието и скотовъдството, което е създало предпоставки за промяна на обществените структури и концентрирането на властта в ръцете на неголяма група хора – погребаните с повече и по-богати гробни дарове. От тази гледна точка Варненският халколитен некропол илюстрира може би първите етапи от зараждането на класово общество, което го превръща в свидетелство за появата на първата праисторическа протоцивилизация в Европа, а вероятно и в целия свят.
Златните предмети са разглеждани като своеобразни атрибути, свидетелстващи социалния статут на притежателите им и се предполага, че са имали по-скоро сакрално-символично значение, отколкото са белег на благосъстояние. В тази връзка някои учени предполагат, че Варненският некропол е култово място, в което са погребани вождове с голямо значение за територията на голям междуплеменен съюз, което предполага наченки на държавно обединение.
Друга по-вероятна интерпретация е, че некрополът е гробище на обитателите на социално-икономическия център на високо развитата общност, населяваща Северозападното Черноморие през втората половина на V хил. пр. Хр. 
В годините, непосредствено след обявяването на първите резултати от откритието на Варненския халколитен некропол в отзивитете си водещи експерти по праистория като проф. Колин Ренфрю и проф. Мария Гимбутас разглеждат находките от обекта като своеобразен цивилизационен връх в развитието на праисторическата Култура Караново. Впоследствие в научните публикации обектът е свързан с култура Варна и често за него могат да се срещнат определения като „пред-цивилизация“ и „пред-държавна организация“.
Изследването на медните находки от некропола показват, че 55,1% от медта, използвана за производство на сечивата и оръжието открити в гробовете, е добивана в рудните райони в южната част на Черноморското крайбрежие; 38,8% от метала е добита от източната част на Горнотракийската низина (Ай-бунар и др. находища) и едва 6,1% идва от други източници. Данните свидетелстват, че Западнопричерноморските източници на метала са под пълен контрол на т.нар. „Варненски център за металообработване“.
Характерна особеност за „мъжките гробове“ сред погребенията от некропола е, че съдържат голям набор оръжие - бойни брадви, копия, лъкове. Именно бойната брадва, чиято дръжка е обкована със златни пластини, се превръща и в скиптър - символ на властта. 
Предполага се, че през халколита златото е имало повече знакова, отколкото икономическа стойност. В рамките на всекидневието през тази епоха се наблюдава по-скоро социална равнопоставеност, за което се съди по сходната архитектурата и инвентара на къщите. Осезаемата разлика в начина на погребване на мъртвите обаче показва, че в починалите имат различет социален статут, който запазват и в задгробния живот. Предполага се, че социалните различия дотогава са били само на база идеология.
На друго мнение е проф. Дъглас Бейли, според когото къснохалколитните погребения от Варненсикя и Дуранкулашкия некрополи не отразяват йерархия или социална структура. Бейли разглежда полагането на телата на мъртвите, даровете и погребалните ритуали като важни елементи от „сценичен реквизит“ в създаването на въображаеми идеологии за власт и социална йерархия, където такива не са съществували или където действителните правила в ежедневието са неуловими.

## Стратиграфия
Археологическият обект е разположен върху върху полегат скат с югоизточно изложение на незаливна тераса на надморска височина от 12,50 до 20 m. Разстоянието от некропола до северния бряг на Варненското езеро днес е около 600 m, интензивното отлагане на наноси, както и изкуственото насипване на значителни земни маси по протежение на брега в този участък, са променили съществено естествения ландшафт. Най-горният пласт е хумусен с черно-сив цвят. В междинния пласт са смесени хумусизирана пръст, глина, пясък и дребни варовикови включения. Следващият пласт е неогенен – необичайно тънък и плитък, поради близкото разположение на морския басейн. Различните му слоеве се дължат на заливания и оттегляния на морската вода.
Гробовете са откривани на различни дълбочини, като разположението им на терена и дълбочината на вкопаване обуславя и намирането им в различни геологически напластявания. Наклонът на терасата, върху която лежи некрополът, е с наклон от около 12° от северозапад на югоизток, гробовете в цялата югоизточна половина достигат и нарушават слоя пясък, като най-източните от тях вкопани от най-ниската част на терена и югоизточната половина пресичат и пясъка и са вкопани в слоя чакъл. Гробовете в северозападната половина са вкопани в слоя глина и не достигат до пясъчния слой.
Продължителната селскостопанска работа на терена и извършеното през 1950-те и 1960-те риголване, затруднява реконструкцията на праисторическия релеф. През V хил. пр. Хр. нивото на Черно море е било значително по-ниско и съответно конфигурацията на днешното Варненско езеро напълно различна от праисторическата.
Състоянието, в което са открити повечето гробове, варира от ненарушени, частично нарушени до напълно разрушени. В по-голямата част са констатирани намеси от различно естество, в резултат от които скелетът и/или инвентарът са унищожени в една или друга степен, като повечето от тях са надлежно документирани в полевата документация.
Първоначално се смята, че около 6% от по-ранните погребения са нарушени от по-късни халколитни гробове, вероятно поради липсата при тях на трайни и ясно различими маркери на повърхността. Регистрирани са само два случая на такава интервенция, макар че в полевата документация и в съставения работен каталог на некропола са описани три. Наличните данни, както и наблюденията на Иван Иванов, отразени в полевите дневници обаче дават основание тази бройка да бъде значително увеличена. В повечето случаи застъпващите се гробове са останали под един и същ номер в дневниците и работния каталог, дори когато проучвателят ясно ги е разграничил на терена. В някои гробове с разбъркани кости при лабораторната им обработка, приключила окончателно едва след кончината на Иванов, е установено наличието на останки от повече от един индивид, което също е свидетелство за нарушаване на един гроб от друг.

## Погребения
- Кенотафи (Символични погребения)

В някои от гробовете липсват човешки останки, но въпреки това присъстват богати погребални дарове – тези гробове са интерпретирани като символични погребения.
В гроб № 36 са намерени над 850 златни предмета: диадема, обеци, огърлица, нагръдник, гривни, колан, златен чук-скиптър, златен модел на „бумеранг“ или „сърп“, две златни пластинки, представящи животински фигурки, тридесет стилизирани глави на рогато животно, златен астрагал (ашик). Предметите са били покрити със златотъкано покривало, украсено в краищата си със златни апликации във формата на овнешки или кози рога. Положени са и инструменти – шило и длето. Скъпоценните предмети очертават символично човешкото тяло, като означават ключови места като главата, шията, гърдите и кръста. Струпването на повече предмети от дясната страна се тълкува като означаване на това символично погребение като „мъжко“. Златните предмети се тълкуват като царски инсигнии, поради което това погребение се смята за символично царско погребение – още повече, че предметите от гроб №36 повтарят гробните дарове на гроб №43. Заради присъствието на ковашки инструменти е предложена хипотезата за символично погребение на цар жрец, който е разглеждан като магьосник-ковач. Подобни символични царски погребения са открити в гробове №1, 4 и 5, които са разположени редом със символичните погребения на маски.
Друг тип символични погребения са гробове, които съдържат глинени „маски“ на човешки лица, чиито елементи са означени със злато – очи, уста, зъби, нос (гробове № 2, 3 и 15). „Лицата“ са богато украсени с диадеми, обеци, огърлица, а цялото лице е покрито със златотъкан воал, украсен с дребни златни мъниста. Като дарове в тези погребения присъстват глинени вази, чаши, игли, но отсъстват ковашките инструменти от другия тип погребения.
Близостта на символичните погребения на „лица“ (гробове № 2, 3 и 15) със символичните царски погребения (гробове 1, 4 и 5) е интерпретирано от някои български учени като участието им в някакъв общ ритуал и общо религиозно вярване, което значително по-късно е дискутирано в научната литература като Хиерогамия – ритуално изиграване на свещен брак между царя и Богинята-майка или актуализиране на мит за брака между първия мъж и първата жена. Изказано е и предположението, че тези тези шест символични гроба са своеобразно „ядро на халколитния некропол“ и вероятно са били положени в началото на неговото съществуване. Това предположение е в рамките на една доста широка научна интерпретация, която не е потвърдена по никакъв начин.
- Гроб №43

Сред гробовете, в които са открити скелети, изпънати по гръб се откроява Гроб № 43. При него богатството на гробните дарове е изключително – налична е каменна брадва – тълкувана като скиптър (дръжката ѝ е обкована със злато), което кара учените да предположат, че се касае за погребение на вожда на тази високо-развита общност, също така, се предполага че освен политическа, този вожд е притежавал и религиозна власт. С тялото му са положени златни предмети с тегло надвишаващо 1.5 kg
Скелетът е разкрит изпънат по гръб, с горните крайници свити в лакътните стави, като костите на китките са разчистени в областта на раменните кости; двата долни крайника са скръстени в областта на глезените. Ориентацията на погребания е 24º – измерена е по линията на гръбначния стълб. Според антропологическото проучване скелетът е принадлежал на мъж, на възраст около 40 – 45 г.
Погребалната яма е правоъгълна, със заоблени ъгли, оформена малко по-широко в северната част. Размерите – 2,70 х 1,05 m, а максималната дълбочина – 2,20 m от нивото на съвременния терен.
В пълнежа на ямата са събрани части от керамична подставка, както и фрагменти от няколко керамични съда.
Зад лявото рамо на скелета е разкрита група от 11 златни предмета оприличени на „кабърчета“, част от които са разкрити с остриетата нагоре. При лявото рамо са положени един меден и един кремъчен връх за копия сочещи на север. Върху долния край на медното копие, под лявата раменна кост, е открита керамична паница с положени седем карнелови мъниста. 11 златни халки са разкрити положени около главата, а под и около
нея са открити големи златни апликации с полирана част надолу.
Зад черепа са разчистени два керамични съда, като още един е лежал отдясно, непосредствено до устата на погребания, като при разлагането на трупа челюстта е паднала върху него.
Върху дясното рамо на погребания, с острие към гърдите, е положена медна брадва – чук, а върху нея – каменна брадва – жезъл. Дръжката на „жезъла“ е със златен наконечник в горния си край – облицована с три златни тръбички, всяка от които фланкирана със златни халки. Върху двете мишници на погребания са поставени по две златни гривни. На лявата ръка под чифта златни гривни е поставена една гривна от черупката на мида спондилус, която е била счупена и поправена, като местата на счупванията са покрити със златни обковки. Върху предмишниците, над китките на двете ръце, е имало по един
наниз от златни халки. Тялото на покойния е било положено и с няколко наниза от златни мъниста на врата.
При лявата мишница са били открити две костени игли, отляво на кръста са били поставени две златни правоъгълни пластини, а отдясно – кремъчна стъргалка. До левия лакът са намерени капак и части от керамичен съд. До лявото бедро са открити части от още един керамичен съд, кремъчна пластина с връх на север и медно шило.
Медно длето, медно шило и каменна тесличка са открити отляво на колената; а между самите колена – медна брадва с отвор, медна плоска тесла и каменна тесла. Върху ханша е лежала кремъчна пластина, а отдясно на него, до горната част на дясното бедро – златен модел на фалос. Между бедрата са били открити две кръгли златни апликации.
Лък, обкован с шест златни лентести обковки – по-малките в краищата и по-големите в средата са положени отляво на тялото. В областта на средната и долната му част са установени следи от органична
материя, върху и в които – голяма кръгла апликация и последователно редуващи се златни и карнеолови биконични мъниста.
Почти върху цялото тяло, но повечето в областта на гърдите са намерени кръгли златни конвексни апликации, част от които са групирани в областта на стъпалата. Някои от апликациите са били открити с изпъкналата си страна надолу. В отделни участъци между тях са лежали биконични златни и карнеолови мъниста. При вдигането на скелета между костите между тях е открит кремъчен трапец – микролит.
При промиване на изкопаната пръст са открити 26 мъниста от серпентинит и 19 от черупките на мекотелите спондилус и денталиум.

## Антропологическо проучване
Скопичното и метричното изучаване на костения материал от некропола е проведено от проф. Йордан Йорданов от Института по морфология и антропология при БАН.
Изследван е черепът от Гроб 43, тъй като той е най-запазеният образец от обекта. Черепът е европеиден и може да се отнесе към динаро-нордик вариант на динарския расов тип, което потвърждава местния произход на погребания. Изследвани са и 98 на брой зъби от постоянното съзъбие на пет броя черепа от некропола. Одонтометричните данни са идентични с данните за другите европейски народи и потвърждават, че съзъбието е такова каквото е у съвременния човек – с най-голям размер на първите кътници. Проучването констатира и добре развити костни гребенни възвишения, което обстоятелство свидетелства за силно развитие на скелетната мускулатура – този факт затруднява категоричното полово определяне на някои скелети.
От особен научен интерес е не особено високият ръст на погребаните – средният ръст на женските скелети е 1.48 m, а на мъжете 1.61 m. Образецът ANI152 (4683 – 4406 години пр. н. е.) от гроб 43 определя Y-хромозомна хаплогрупа T (Haplogroup T-M184).

## Статус
През 2012 г. след издаден акт за публична държавна собственост управлението на имота е предадено на Министерство на културата. На 28 октомври 2015 г. правителството на Република България предоставя на Община Варна стопанисването на имота за срок от десет години. През същата година Община Варна го предоставя за управление на Регионалния исторически музей - Варна.
Регионалният исторически музей - Варна възобновява разкопките на Варненския некропол  през 2021 г. Проучва се югоизточната му част. Оттогава до 2023 г. са открити още 26 гроба.